# Stare Kramsko
Stare Kramsko – wieś w Polsce położona w województwie lubuskim, w powiecie zielonogórskim, w gminie Babimost.
W latach 1975–1998 miejscowość administracyjnie należała do województwa zielonogórskiego.

## Historia
Dwie wsie Stare i Nowe Kramsko powstały na terenie lasu zwanego "Kaszko" lub "Kasztolko" odnotowanego w dwóch średniowiecznych dokumentach. Pierwszy z 1388, wg. zachowanej kopii z 1646, wymienia go pod nazwą "Kaschko", a drugi w 1431 odnotowuje ten las pod nazwą "Kaschtolko".
Dokument z 1388 jest wyrokiem sądu polubownego w sporze pomiędzy Teodorykiem opatem cystersów z Obry, a Fryczem Treplinem z Klępska, w którym postanowiono m.in., że mieszkańcy ze wsi Kolesin], poddani Treplina, mieli prawo paść bydło w dziedzinach opata, w Krampsku Nowym i w lesie zwanym "Kaszko". Drugi zapis z 1431 jest dokumentem wystawionym przez króla polskiego Władysława II Jagiełłę potwierdzającym dawne przywileje klasztorne w Obrze, w tym m.in. dwa przywileje wystawione przez księcia wielkopolskiego i późniejszego króla polskiego Przemysła II zawierające nadania wsi Krampsko Stare i Krampsko Nowe w dąbrowie zwanej "Kaschtolko".
Tereny, na których powstała wieś były jednak zasiedlone znacznie wcześniej niż zachowane zapisy historyczne. W okolicy znaleziono osadę z IX-XI wieku oraz ułamki naczyń glinianych.
Wieś pierwotnie związana była z Wielkopolską, a później z Brandenburgią. Ma metrykę średniowieczną i istnieje co najmniej od drugiej połowy XIII wieku. Wymieniona została w łacińskim dokumencie z 1295 jako "Antiquum Crampsko", 1320 (wg kopii z 1646) "Antiquum Cramsko", 1320 (wg kopii z 1547) "Antiquum Crampzko", 1327 (wg kopii z 1646) "Antiquum Cransko", 1361 w języku staropolskim jako "Stare Crampsko, Stare Crampsco", 1502 "utraque Krapsko", 1502 (wg kopii XVII wiecznej) "utraque Crampsko", 1581 "Krąmpsko Minor", 1603 "Vetus Kramsko".
Stare Kramsko, jako wieś rycerska zorganizowana na prawie polskim, powstało na przełomie XII i XIII wieku. Miejscowość była początkowo wsią rycerską, a następnie własnością klasztoru cystersów w Obrze. W 1361 miejscowość należała do kasztelanii zbąszyńskiej. W 1581 leżała w powiecie kościańskim województwa poznańskiego w Koronie Królestwa Polskiego. W 1564 należała do parafii Krampsko Nowe.
Pierwszy zapis dotyczący wsi pochodzi z 1295 i mówi o tym, że książę wielkopolski Przemysł II nadał klasztorowi w Obrze Krampsko Stare i Nowe wraz z dąbrową zwaną "Kasztolko". W 1320 książę głogowski i wielkopolski Henryk IV Wierny] zatwierdził nadanie wsi Stare Kramsko na rzecz klasztoru w Obrze dokonane przez Mirona syna zmarłego Sułka de Lessotendorf. W 1327 król polski Władysław Jagiełło zaświadczył, że Jasiek z Kozłowa koło Buku syn zmarłego Sułka de Lessotzendorph wraz ze swymi córkami sprzedał dziedzinę Stare Kramsko klasztorowi w Obrze za 50 grzywien. W 1327 Jasiek z Kozłowa, Agnieszka córka Awdanka zmarłego syna Sułka z jednej, oraz Miro syn Sułka wraz ze swymi córkami Małgorzatą oraz Katarzyną z drugiej strony zawarli ugodę z Hermanem opatem oberskim w sprawie dziedziny Kramsko Stare. Według tego porozumienia opat miał dać 16 grzywien, z których Jasiek i Agnieszka mieli wziąć 6 grzywien tytułem poniesionych kosztów, a resztę podzielić mieli po 5 grzywien dla siebie oraz Mirona z córkami.
W 1361 król polski Kazimierz III Wielki zaświadczył, że przed jego sąd starosta generalny Wielkopolski odesłał sprawę o wieś Stare Kramsko, o którą Henryk opat oberski pozwał Gerwarda ze Słomowa. Król polecił sprawę rozsądzić Dobiesławowi sędziemu kaliskiemu, który przysądził sporną wieś klasztorowi.

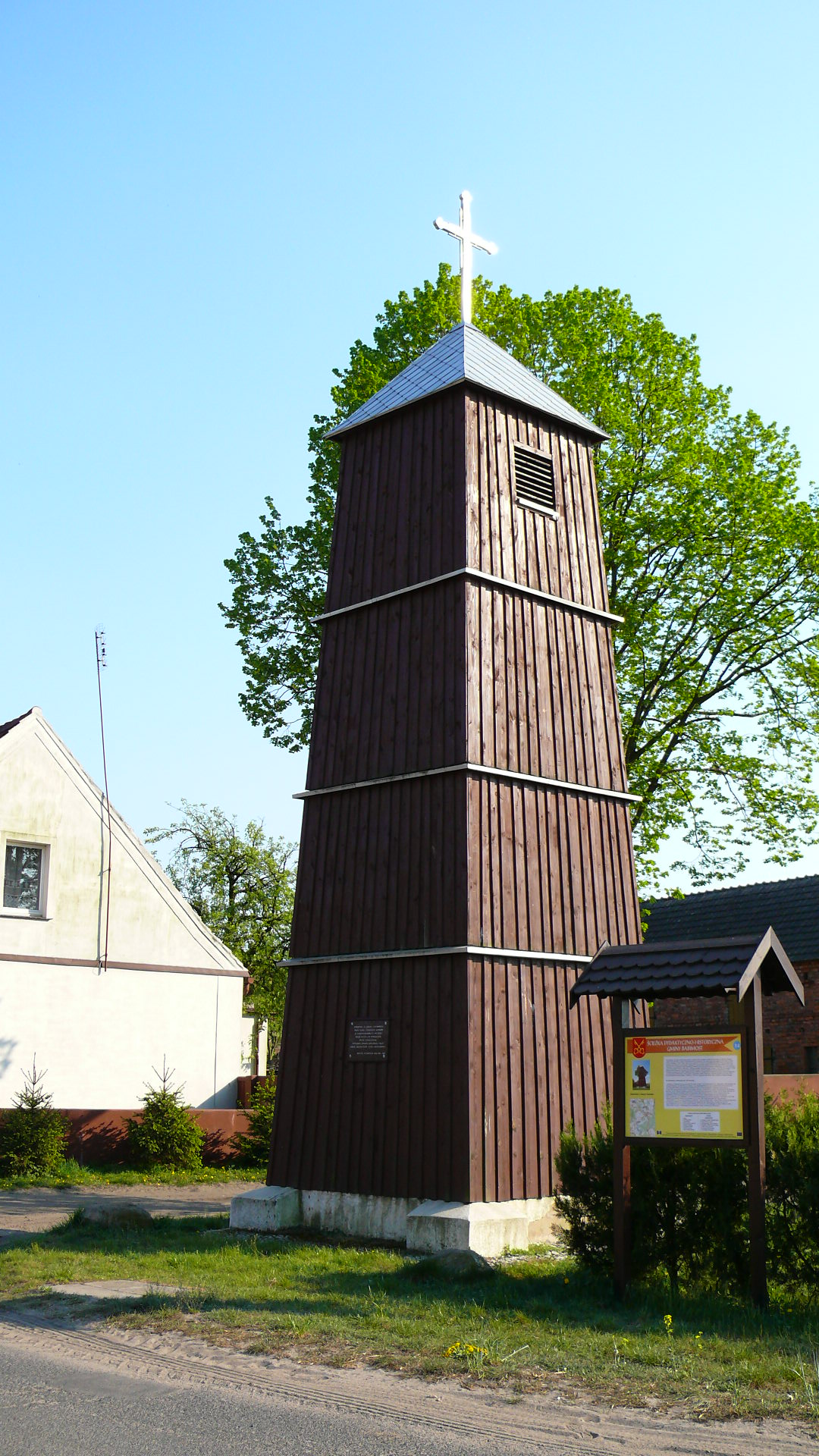
Dzwonnica kościelna

W 1429 odnotowano Annę córkę Mikołaja ze Starego Kramska, która toczyła proces sądowy z Janem Hinką z Kramska domagając się zmuszenia go do dopełnienia małżeństwa, które już z nią zawarł przed trzema laty w kościele w Opalewie w ziemi świebodzińskiej. Jan ze swej strony przedstawił świadków: Piotra Kelpchin z Babimostu i Mikołaja Pytkę z Kramska, którzy zeznali, że Anna już przed zawarciem ślubu z Janem trzymała do chrztu w kościele w Babimoście jego córkę Jadwigę urodzoną z Osanny. Z lat 1496-1570 zachowały się także nakazy królewskie, aby tenutariusze z Babimostu nie pociągali poddanych opata oberskiego z obu wsi zwanych Kramsko do prac w Babimoście.
W 1516 Gerard opat oberski sprzedał za 10 grzywien Jakubowi Dedek sołectwo w swojej wsi Stare Kramsko od dawna opustoszałe; do sołectwa należał jeden łan, połowa kąta jeziora Tuchola, połowa łąki oraz korzyści z rybołówstwa. Przywilej sołecki stanowił, że sołtys we wsi miał prawo połowu ryb w jeziorze siecią zwaną słęp, prawo stawiania więcierzy (oryg. "gulgustria alias kłodzisko quod alio censetur nomine pławce") koło "Kobylego Brodu", prawo posiadania karczmy, pobierania 1/3 kar sądowych, utrzymywania stada 100 owiec oraz wypasania ich na wspólnych łąkach. Do obowiązków sołtysa należała służba konno co drugi rok na zmianę z drugim sołtysem z tej wsi, na koniu wartości 6 grzywien, a gdy służba nie była potrzebna, sołtys miał płacił w zamian jednego florena. Miejscowi kmiecie mieli płacić rocznie jednego dukata węgierskiego, dwie miary owsa, dwa koguty, "dobrą łopatkę wieprzową" oraz 30 jaj z łanu, a także 4 razy w roku orać role folwarku oraz kosić siano.
W 1564 wieś liczyła 14 łanów powierzchni i płaciła dziesięcinę biskupowi poznańskiemu z 10 łanów po 4 grosze. W 1583 wieś liczyła 11 i 3/4 łana, a w 1603 wieś 12 łanów, z których każdy dawał plebanowi w Krampsku Nowym po trzy miary pszenicy i owsa na utrzymanie rektora szkoły w Krampsku Nowym. Meszne pobierał miejscowy pleban.
Podczas "potopu szwedzkiego" w 1657 r. wieś całkowicie zniszczono. Miejscowość do XVIII wieku należała do klasztoru oberskiego i leżała w Rzeczypospolitej Obojga Narodów. W wyniku II rozbioru Rzeczypospolitej w 1793 roku znalazła się w Królestwie Prus.
Przy pierwszej numeracji w 1796 r. we wsi było 19 domostw oraz owczarnia folwarczna. Dla wsi w 2020 r. sporządzono opis historii wszystkich dawnych zagród, począwszy od końca XVII w. (1696 r.) do czasów współczesnych.
Przez cały okres zaborów i okupacji wieś zachowała polski charakter.
W okresie Wielkiego Księstwa Poznańskiego (1815-1848) miejscowość wzmiankowana jako Kramsko stare należała do wsi większych w ówczesnym powiecie babimojskim rejencji poznańskiej. Kramsko stare należało do babimojskiego okręgu policyjnego tego powiatu i stanowiło część majątku Kramsko stare, który należał do Rudeliusa. Według spisu urzędowego z 1837 roku Kramsko stare liczyło 212 mieszkańców, którzy zamieszkiwali 26 dymów (domostw).
Od lat 80. XIX wieku działały tu liczne polskie organizacje. Pod przywództwem Teodora Spiralskiego mieszkańcy wsi uczestniczyli w Powstaniu Wielkopolskim, a po I wojnie światowej utworzyli Koło Związku Polaków w Niemczech. 1 maja 1929 roku powstała tu Polska Katolicka Szkoła Powszechna. Podczas akcji germanizacyjnej nazw miejscowych i fizjograficznych historyczna nazwa niemiecka Alt Kramzig została w 1937 r. zastąpiona przez administrację nazistowską sztuczną formą Krammensee.
29 stycznia 1945 roku obszar Starego Kramska znalazł się ponownie w państwie polskim.

## Zabytki
Do wojewódzkiego rejestru zabytków wpisana jest:
- dzwonnica wiejska, drewniana, z XIX wieku; w 1929 r. wybudowano dzwonnicę, którą ufundowali mieszkańcy wsi: Maria i Walenty Kubikowie. Służyła do ostrzegania przed kataklizmami jak pożar, powódź czy gradobicie oraz biciem dzwonów informowała o śmierci kogoś z mieszkańców. Została umieszczona w rejestrze zabytków pod numerem 1848. Dwukrotnie dokonywano jej renowacji w 1968 roku i w 2003 roku. Nadal jest użytkowana.